# Philus
Philus é um gênero de coleópteros da tribo Philiini (Philinae). Compreende nove espécies, distribuídas pela China, Filipinas, Índia, Indonésia, Laos, Malásia e Tailândia.

## Sistemática
- Ordem Coleoptera
  - Subordem Polyphaga
    - Infraordem Cucujiformia
      - Superfamília Chrysomeloidea
        - Família Vesperidae
          - Subfamília Philinae
            - Tribo Philiini
              - Gênero Philus (Saunders, 1853)
                - Philus antennatus (Gyllenhal, 1817)
                - Philus brachelytrus (Zhang, 1989) †
                - Philus costatus (Gahan, 1893)
                - Philus curticollis (Pic, 1930)
                - Philus globulicollis (Thomson, 1860)
                - Philus longipennis (Pic, 1930)
                - Philus lumawigi (Hüdepohl, 1990)
                - Philus neimeng (Wang, 2003)
                - Philus ophthalmicus (Pascoe, 1886)
                - Philus pallescens (Bates, 1866)
                - Philus rufescens (Pascoe, 1866)